# 얼굴 (1999년 영화)
《얼굴》은 1999년에 개봉한 대한민국의 영화이며 신승수 감독은 90년대 말 들어 연출한 《엑스트라》(어딘지 낡아보이는 영화문법, 별로 새로울 것이 없는 소재, 재담에 짓눌려 무너져버린 영화적 완성도가 관객을 진지한 감동으로 이끌지 못함)와와 해당 영화(시대에 뒤떨어진 시골권력층의 묘사가 리얼리티의 한계를 드러냄)가 연속 흥행 실패하여 해당 영화 이후 한동안 영화 연출 활동을 접었고 2002년 《아프리카》를 통해 영화 연출을 재개했으나 흥행요소인 "웃음코드"로 인해 강자인 남성과 약자인 여성을 대비시키는데 실패했다는 혹평 탓인지 흥행 실패했으며 신승수 감독은 《아프리카》의  실패 뒤 영화 연출 활동을 접었다. 

## 캐스팅
- 조재현 : 김순경 역
- 전진아 : 이소희 역
- 임하룡 : 고형석 역
- 김화성 : 미스 서 역
- 김주미 : 조영선 역
- 박동현 : 권중만 의원 역
- 국정환  : 소장 역
- 심경민 : 이순경 역
- 윤인자
- 김영인 : 하창수 역
- 국정숙
- 고준석
- 김명국 : 김영생 역
- 이정섭
- 장문영
- 허기호 : 김필용 역
- 김대성
- 김영민
- 박은주
- 이인옥
- 박명준
- 이성훈
- 나갑성
- 박명호
- 마주행
- 권진원
- 허동훈
- 김현철
- 김진욱
- 송재윤
- 박기룡
- 임석영
- 김지훈
- 강정학
- 라익범
- 이제이
- 허선행
- 허장
- 이상훈
- 유재익
- 김진선
- 김재은
- 서승석
- 김상민
- 박제곤
- 고명필
- 최수지
- 안중선 (특별출연)
- 김일우 (특별출연)